# Суздалка (Новосибирская область)
Суздалка — село в Доволенском районе Новосибирской области России. Административный центр Суздальского сельсовета.

## География
Площадь села — 217 гектар

## История
Основано в 1809 году. В 1926 году состояло из 611 хозяйств, основное население — украинцы. Центр Суздаловского сельсовета Баклушевского района Барабинского округа Сибирского края.

## Население
| 1926 | 2002  | 2007 | 2010 |
| ---- | ----- | ---- | ---- |
| 3166 | ↘1081 | ↘975 | ↘953 |

## Инфраструктура
В селе по данным на 2007 год функционируют 1 учреждение здравоохранения, 2 образовательных учреждения.